# Vlkolínec
Vlkolínec, (in ungherese Vlkolinecz, in tedesco Philipsdach), in Slovacchia, è una pittoresca cittadina che ora fa parte di Ružomberok, mentre in passato formava un villaggio separato.
Venne fondata nel quattordicesimo secolo e, dal 1882, si fuse con Ružomberok.
Vlkolínec è un patrimonio dell'umanità dal 1993, ed uno dei dieci villaggi slovacchi che si sono conquistati il titolo di "villaggio protetto". Questo onore è dovuto al fatto di mostrare un complesso architettonico folkloristico praticamente intatto, uno dei pochi dei Carpazi settentrionali. La città vanta anche un campanile in legno del diciottesimo secolo, anch'esso protetto.
Il nome deriva probabilmente dal termine slovacco "vlk", che significa lupo.